# Revolta siciliană
Revolta siciliană a fost o revoltă, în timpul celui de-al doilea Triumvirat a Republicii Romane, între 44 - 36 î.Hr., ce s-a soldat cu victoria triumvirilor. Revolta a fost condusă de Sextius Pompeius.

## Context

Republica Romană între asasinatul lui Cezar și Revolta siciliană

Tatăl lui Sextus, Pompei, a fost un dușman al lui Iulius Cezar timp de mulți ani și, în cele din urmă această adversitate s-a accentuat, în 49 î.Hr., cu începutul războiului civil a lui Cezar. Pompei a fost executat în anul 48 î.en de către egipteni, dar Sextus și fratele său, Gnaeus Pompeius Magnus, au continuat lupta până în anul 45 î.Hr., când era clar că Cezar a ieșit învingător. După bătălia de la Munda, fratele lui Sextus, a fost executat, dar Sextus a scăpat ascunzându-se în Sicilia.
Când Iulius Cezar a fost asasinat în 44 î.Hr., numele lui Sextus a fost plasat pe o listă neagră formată de Marcus Aemilius Lepidus, Marc Antoniu, și Octavian, membrii celui de-al doilea triumvirat. 

## Victorii timpurii

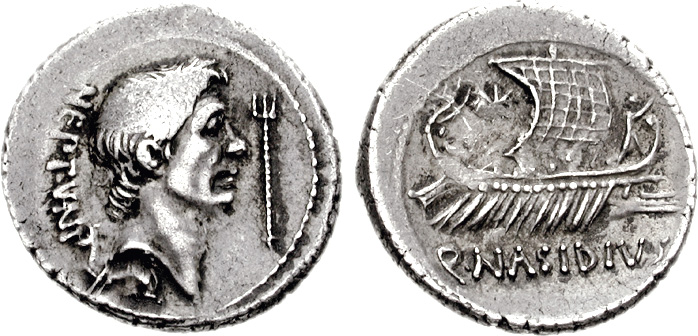
Denar ștampilat cu chipul lui Sextus Pompeius

Aflând că se găsește pe lista proscrișilor, Sextus își alege ca bază Sicilia și pornește o revoltă împotriva stăpânirii Romei. A capturat Tyndaris, Mylae, și capitala provinciei, Messina, iar alte orașe precum Siracuza i s-au alăturat, astfel Pompei a devenit o forță în cadru războielelor civile romane de după moartea lui Iulius Cezar. Prietenilor răposatului său tată i s-au alăturat în dorința de a păstra Republica Romană și a împiedica ascensiunea unui împărat, ceea ce ar fi transformat Roma într-un imperiu. Sclavii, veniți de la vilele patricienilor, s-au unit sub Sextus, ceea ce i-a afectat pe romani atât demult încât au rugat zeii să oprească. 
Sextus Pompeius a strâns o armată formidabilă și o flotă navală de război impresionantă. Acesta instaurează o blocadă comercială împotriva Romei, întrerupând transporturile, în special de cereale, ceea ce a revoltat populația romană. Triumvirii s-au văzut obligați să încheie o pace cu Sextus. Conform termenilor pactului de la Misenium, Roma l-a recunoscut pe Pompeius Sextus ca domnitor al Siciliei, Sardiniei și Corsicăi, iar acesta a ridicat blocada și a acceptat să nu mai alăture sclavi fugari cauzei sale.

## Războiul

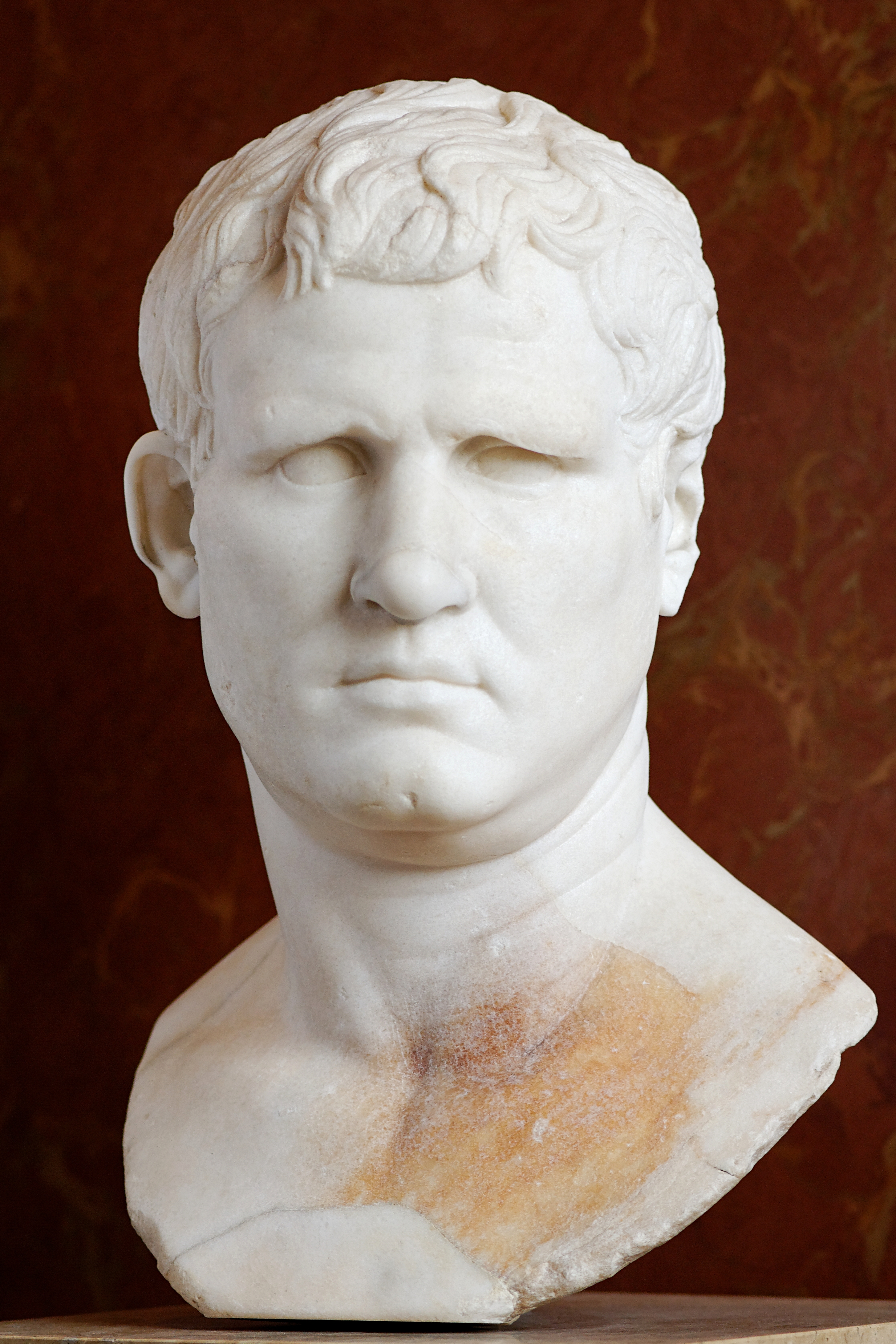
Bustul lui Agrippa

În 42 î.Hr., Octavian și Marc Antoniu îi înfrâng la Philippi pe Marcus Junius Brutus și Gaius Cassius Longinus. 
Odată cu victoria de la Philippi, Triumviratul a pornit o ofensivă agresivă împotriva lui Sextus. Pe 38 î.Hr., Octavian a încercat o invadare a Siciliei, dar condițiile neprielnice ale vremii i-au obligat să se retragă.
Agrippa a construit un canal între lacul Lucrine și mare, transformându-l într-un port pe care la numit Portus Iulius, creat pentru a instrui navele pentru bătăliile navale. A fost constituită și o flotă cu 20.000 de vâslași sclavi. Aceste nave aveau o punte mai largă pentru a transporta mai mulți infanteriști. Antoniu și-a schimbat 20.000 de infanteriști pe 120 de nave de război. Cele două flote au plecat în iulie 36 î.Hr. din Italia, iar Lepidus a plecat din nordul Africii cu o a treia flotă pentru a ataca cetatea lui Sextus din Sicilia. 
În luna august, Agrippa a fost capabil de a-l învinge în cele din urmă Sextus într-o bătălie navală în apropierea de Mylae (orașul Milazzo de azi), iar Octavian a fost învins și grav rănit într-o bătălie lângă Taormina.
La Naulochus, Agrippa și Sextus, fiecare în fruntea a 300 de nave, se întâlnesc. După o bătălie sângeroasă și lungă, Agrippa pierde trei nave, în timp 28 de nave a lui Sextus au fost scufundate, 17 au fugit, iar restul au fost arse sau scufundate. Armata și flota siciliană au avut de suferit, ca și orașele Tyndares și Messina.

## Urmări

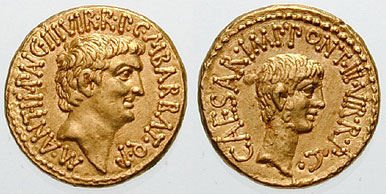
Aureus cu chipul lui Marc Antoniu

În 36 î.Hr., Sextus a fugit din Sicilia ( ce a marcat sfârșitul revoltei siciliene), la Milet în cazul în care, în 35 î.Hr., el a fost capturat și executat fără proces (lucru ilegal, deoarece Sextius a fost cetățean roman și, prin urmare, avea dreptul incontestabil la un proces) de Marcus Titius, unul dintre slujitorii a lui Marcus Antonius. Această încălcare a legii îi va fi favorabilă lui Octavian, când va începe conflictul dintre el și Antoniu.
O mutare politică greșită de Lepidus i-a dat lui Octavian o scuză de-al deposedat de toate birourile sale, cu excepția poziției de Pontifex Maximus și-al trimite în exil la Circeii, făcându-se vinovat de uzurparea a puterii politice în Sicilia și tentativă de rebeliune. Provinciile sale i-au fost oferite lui Octavian.
O mare parte din terenurile agricole din Sicilia au fost distruse sau lăsate necultivate, și o mare parte din acest teren a fost luată și distribuit membrilor de legiunile care au luptat în Sicilia. Acest hotărâre a servit pentru a popula Sicilia, cu locuitori loiali, recunoscători, pentru a evita o nouă revoltă siciliană și a promis să aducă productivitate Siciliei devastate de război.
De asemenea, 30.000 de sclavi s-au întors la stăpânii lor, iar ca exemplu, 6.000 au fost trași în țeapă.